# تپه میری
تپه میری در شهرستان قروه، بخش چهاردولی، روستای میهم پایین واقع شده و این اثر در تاریخ ۲۵ اسفند ۱۳۷۹ با شمارهٔ ثبت ۳۵۹۷ به‌عنوان یکی از آثار ملی ایران به ثبت رسیده است.